# Répteis Fósseis de General Salgado
Em General Salgado, São Paulo, ocorre um dos maiores complexos fossilíferos já descobertos em rochas cretácicas da Bacia do Paraná. Desde 2010 é um dos sítios geológicos do Brasil.